# Белащица
Белащица (до 1945 г.: Бѣлащица) е село в Южна България. То се намира в община Родопи, област Пловдив.

## География
Селото се намира на 3 км от околовръстния път на Пловдив. До него водят два пътя – старият, минаващ през село Браниполе, е в добро състояние и извежда на центъра, а новият, построен и открит през 2006 г., води до вилната зона на Белащица. След края на селото двата пътя се свързват в един, който води до парк „Родопи“ (познат на пловдивчани просто като хижа „Здравец“). На 8 км след Белащица в посока хижа „Здравец“ е село Гълъбово, а на 50 метра в посока Пловдив е Браниполе. На 3 км западно е село Марково (има черен път), а на 2 км източно е Брестник (също черен път). В проект на община Родопи се предвижда свързване на трите села чрез асфалтов път. Белащица е сред най-атрактивните села в района, доказва го големият интерес към закупуване на имоти и строеж на къщи и вилни селища.

## История
Село Белащица е село на хиляда години. Според легендата Никифор Ксифий (управител на Филипополис от 1018 г.) има голям принос за поражението на цар Самуил през 1014 г. при Беласица планина (Македония), тъй като се явил в тила му. Император Василий II му подарил 15 000 от пленените Самуилови войници. Ослепените войници, разквартирувани на това място, основали село Беласица, което след това нарекли Белащица. Никифор Ксифий, построява манастир Св. Георги, който се намира над селото. През 2014 г.селото отпразнува своя 1000-годишен юбилей.

## Население
Численост на населението според преброяванията през годините:
| \| Година на преброяване \| Численост \| \| --------------------- \| --------- \| \| 1934 \| 1029 \| \| 1946 \| 1053 \| \| 1956 \| 965 \| \| 1965 \| 1316 \| \| 1975 \| 1578 \| \| 1985 \| 1636 \| \| 1992 \| 1564 \| \| 2001 \| 1741 \| \| 2011 \| 1967 \| \| 2021 \| 2400 \| |           |
| Година на преброяване | Численост |
| 1934 | 1029      |
| 1946 | 1053      |
| 1956 | 965       |
| 1965 | 1316      |
| 1975 | 1578      |
| 1985 | 1636      |
| 1992 | 1564      |
| 2001 | 1741      |
| 2011 | 1967      |
| 2021 | 2400      |

### Етнически състав
Преброяване на населението през 2011 г.
Численост и дял на етническите групи според преброяването на населението през 2011 г.:
|                     | Численост | Дял (в %) |
| Общо                | 1967      | 100.00    |
| Българи             | 1491      | 75.80     |
| Турци               | 4         | 0.20      |
| Цигани              |           |           |
| Други               | 3         | 0.15      |
| Не се самоопределят |           |           |
| Неотговорили        | 467       | 23.74     |

## Религии
Населението е източноправославно. В село Белащица се намира манастир „Св. Георги Победоносец“ построен през 1020 година с храмов празник на 6 май Гергьовден, църква Св. св. „Козма и Дамян“ построена през 1881 година от населението и от дарение направено от френския консул, след посещението му в село Белащица – храмов празник 1 юли. На територията на селото се намират и пет параклиса:
- Параклис „Св. Спас“ – много стар параклис не е известна годината на построяване, но през 90-те години на миналия век параклисът е обновен по инициатива на Спас Шопов, Спас Христов Стоянов и техни съименници, подкрепени от Ловната дружинка.
- Параклис „Св. Неделя“ – един от най-старите параклиси построен в местността „Захридево“,
- Параклис „Св. Никола“ – разположен в местност Св. Никола, обновен и поддържан по инициатива от Никола Мичев и негови съименници.
- Параклис „Св. Елена и Константин“ построен през 80 те години на ХХ век в местността „Чинарите“, средствата за изграждането и поддържането му са осигурени от семейство юристи – майка и син Елена и Константин, които живеят в София, но са свързани със селото.
- Параклис „Св. Атанас“ – построен в Чинаровата гора през 80-те години на доброволни начала по инициатива на Атанас Куманов и негови съименници.
  - Александър Вачев известен още като Андромеда е цар на кръчмарските изпълнения!!!!

## Обществени институции
В центъра на Белащица през 2000 година е пусната в експлоатация голяма и модерна административна сграда, в която е разположено Кметството, Пощенска станция, два лекарски кабинета, стоматологичен кабинет и аптека. В близост се намира и Читалището, сградата е построена през 1974 година, но през 2015 г. след одобрен проект, чрез МИГ „Тракийско родопска яка“ е спечелен проект за реновиране и обновяване. Днес Белащица има едно от най-хубавите читалища в Община Родопи. В селото има Основно училище и Детска градина. Училищната сграда е ремонтирана и обновена през 2012 година по проект „Модерни училища“ на МРРБ спечелен от Община Родопи." Сградата на Детската градина също е напълно обновена. Към нея функционира и млечна кухня. В центъра на селото се намира пенсионерски клуб, който работи целодневно. На пенсионерите се предлагат чудесни условия за срещи и забавления.

## Културни и природни забележителности
Белащинският манастир „Св. Георги Победоносец“ е действащ девически манастир. Манастирът е обявен за паметник на културата и представлява комплекс от църква, параклис и жилищни и стопански сгради. Църквата е еднокорабна, с вътрешен и открит притвор, без куполна и без стенописи, построена през 1838 г. Под открития притвор е аязмото, което е останало още от основаването на манастира и се смята за чудотворно. На двора се намира каменна чешма, построена през 1831 г. Манастирът е изграден през 1020 г. от византийския военачалник Никифор Скифи – управител на Филипополис. Останки от двореца-крепост на Никифор Скифи има южно от селото. Близо до своята крепост Никифор Скифи съградил манастира и го посветил на Свети Георги Победоносец. Манастирът е опустошен от османците при нашествието им на Балканския полуостров през 1364 г. и възобновен през XVIII век. Опожарен е отново през 1878 г. при последните сражения през Руско-турската война, когато последната отбранителна линия на отстъпващата османска армия е по линията Куклен – Брестник – Белащица. След Освобождението манастирът е възстановен, но остава под ведомството на Цариградската патриаршия до 1906 г.
В местността Чинарите расте най-дебелото дърво в България – чинар на повече от 1100 години с обиколка на ствола 13,7 метра (според обозначителните табели), както и няколко други стари и дебели чинари. До тях има останки от османска стражева кула. На 6 декември 2011 г. местността е обявена за защитена със заповед на Министъра на околната среда и водите Нона Караджова. В центъра на селото се издига паметник на писателя Пенчо Славейков.

## Редовни събития
На 6 май (Гергьовден) е празникът на Белащинския манастир „Св. Георги“. Около него се организира събор. Празникът на селото е на 24 май в Чинаровата гора. Събор се организира и на 31 май (в центъра на селото) в памет на акордеониста Костадин Льолев. От 2012 година през месец септември се провеждат „Славейкови вечери“ – посветени на живота и творчеството на Пенчо Славейков. През месец септември се организират и много изложби и културни събития в Чинаровата гора.

## Личности
- д-р Георги Спасов (8.02.1935 – 6.01.2017) – дългогодишен военен лекар, полковник от запаса, специалист микробиолог и вирусолог, в поделението в Ямбол и Военна болница Сливен, заемал отговорни длъжности в състава на Медицинската служба на БНА /Трета армия/ в периода 1961 – 1988 години.
- доц. д-р Лиляна Ламбрева – преподавател по клинична лаборатория и главен административен лекар към МУ-София.
- Костадин Льолев – музикант и композитор.
- Димитър Калканов – футболист, играл в Локомотив (Пловдив), Етникос (Кипър), Инстант Дикт (Хонк Конг), Хепи Вали (Хонк Конг), Селангор (Малайзия) и Келантан (Малайзия).
- Димитър Младенов (футболист) – футболист, играл в Ботев (Пловдив), ЦСКА, Локомотив (Горна Оряховица), Хасково и Марица.